# کاترین هاردویک
هلن کاترین هاردویک (انگلیسی: Helen Catherine Hardwicke؛ زاده ۲۱ اکتبر ۱۹۵۵) یک کارگردان، فیلم‌نامه‌نویس و طراح تولید اهل ایالات متحده آمریکا است. وی از سال ۱۹۸۶ میلادی تا کنون مشغول فعالیت بوده‌است.
کاترین هاردویک به عنوان طراح تولید به سینما قدم گذاشت و پس از نگارش چند فیلمنامه به حرفه کارگردانی وارد شد. سیزده (۱۳)، Red Riding Hood، و تولد مسیح آثار سینمایی او هستند ولی او با کارگردانی یک قسمت از فیلم گرگ و میش شناخته شد. او برای کارگردانی فیلم ۱۳ نامزد دریافت جوایز فیلم‌های مستقل اسکار شد.